# Дружина (Великопольське воєводство)
Дружина (пол. Drużyna, нім. Kampratsdorf) — село в Польщі, у гміні Мосіна Познанського повіту Великопольського воєводства.
У 1975-1998 роках село належало до Познанського воєводства.